# August Friedrich Bök

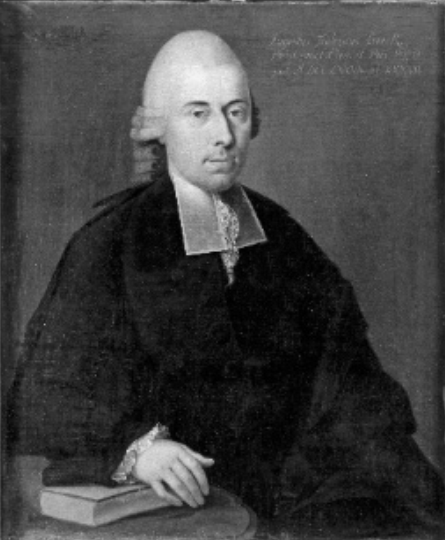
August Friedrich Bök, Gemälde von Jakob Friedrich Dörr in der Tübinger Professorengalerie

August Friedrich Bök (* 6. Dezember 1739 in Stuttgart; † 21. August 1815 in Tübingen) war Professor der Philosophie und Prälat in Tübingen.

## Leben
August Friedrich Bök wurde 1758 Respondent in Tübingen. Er folgte einem Ruf als Professor der angewandten Philosophie, Beredsamkeit und Dichtkunst an der Universität Tübingen. Außerdem war er dort 1807/10–1815 Prälat der Generalsuperintendenz Tübingen. Er heiratete am 2. Oktober 1770 Luise Friederike Ramsler (* 4. August 1749 in Stuttgart; † 1825), eine Tochter des Prälaten und Professor des Stuttgarter Gymnasiums Johann Friedrich Ramsler (1700–1757) und dessen Frau Marie Sybille geb. Benkiser, verw. Dreher, und hatte mit ihr eine Tochter Luise Friederike (1749–1825). Deren Tochter Johanne Friederike Bök (1774–1853) heiratete ihren Cousin Johann Heinrich Ferdinand Autenrieth (1772–1835). Von 1807 bis 1810 war er evangelischer Abt der Klosterschule Bebenhausen.

## Deutsche Veröffentlichungen
- Betrachtung über die Vollkommenheit der christlichen Religion aus der Hoffnung eines ewigen Lebens. 1765.
- Abhandlung von den Gelehrten Würtembergs, welche sich um die Mathematik vorzüglich verdient gemacht haben. 1767.
- Betrachtungen über die Art, sich mit der natürlichen Theologie zwekmässig zu beschäftigen: mit einer Anzeige seiner Vorlesungen. 1769.
- An Meine Braut Am Hochzeit-Tage. 1770.
- Auf die Bökisch und Ramslerische Verbindung: welche in Stuttgard den 2ten Octob. 1770 gefeyert wurde. 1770.
- An Herrn Professor Boeck, am Tage Seiner Verbindung. 1770.
- Wie kann die Seele durch das Studium der schönen Wissenschaften und Künste zum wahren Guten geführet werden? 1771
- Geschichte der Herzoglich Würtenbürgischen Eberhard Carls Universität zu Tübingen im Grundrisse. 1774.

## Lateinische Veröffentlichungen
- Theoria nexus rerum a fato et casu vindicati, quam … praeside Godofredo Ploucquet, … disputabit autor Augustus Fridericus Boek. 1758.
- Vindiciae creationis adversus Dominum de Premontual, philosophum Berolinensis. 1763.
- De difficultate inveniendi in philosophia speculativa. 1767.
- Vorwort zum Buch von Georg Bernhard Bilfinger: Dilucidationes philosophicæ de Deo, anima humana, mundo, et generalibus rerum affectionibus. Editio nova. 1768.
- De ratione aestimandi felicitatem hominum. Band 1: Pro Obtinendis Svmmis In Philosophia Honoribvs. Pvblice defendet Henricvs Immanvel Klüpfel. 1777.
- De ratione aestimandi felicitatem hominum, Dissertatio I. 1777.
- De eo, quod rei novitas in animis hominum efficit. Dissertatio. 3: Pro Obtinendis Svmmis In Philosophia Honoribvs Die. Pvblice Tvebitvr Carolvs Fridericvs Pavlvs 1783.
- Thesivm inavgvralivm pars moralis. 1788.
- De Limite Officiorvm Hvmanorvm Seposita Animorvm Immortalitate. Band 1: Pro Obtinendis Svmmis in Philosophia Honoribvs Die. Pvblice Defendet Christianvs Fridericvs Avthenrieth 1790.
- De nisu mentis humanae, qui omnium sit fundamentum.
- De eo quod rei novitas in animis hominum efficit …, Commentatio I (-III).